# 荷屬印度
荷屬印度，是荷蘭東印度公司在印度次大陸的定居點和貿易站。它僅用作地理定義，因為從未有過統治所有荷屬印度領土的政治權威。相反，荷屬印度分為荷屬錫蘭和荷屬科羅曼德、荷屬馬拉巴爾，以及荷屬孟加拉和荷屬蘇拉特。這些貿易站多設在沿岸。

## 歷史
荷蘭人在印度次大陸的存在從1605年持續到1825年。荷蘭東印度公司的商人首先在科羅曼德，特別是泰米爾納德的Pulicat立足，因為他們正在尋找東印度群島交易的香料交換他們的紡織品。荷屬蘇拉特和荷屬孟加拉分別於1616年和1627年成立。荷蘭人於1656年從葡萄牙人手中征服了錫蘭之後，他們在五年後也在馬拉巴爾海岸上佔領了葡萄牙堡壘，以確保錫蘭免受葡萄牙人入侵。
除了紡織品外，在荷屬印度交易的商品包括印度的寶石、靛藍和絲綢，荷屬孟加拉的硝石和鴉片以及荷屬馬拉巴爾的胡椒。
十八世紀，荷蘭東印度公司渐渐失去影響力:201，联省共和国执政威廉五世把所有荷蘭殖民地放棄到英國，以防止他們被法國人佔領。在1741年，特拉凡哥尔國王Marthanda Varma的軍隊擊敗了荷蘭東印度公司，導致荷蘭人停止在馬拉巴爾的活動。雖然荷屬科羅曼德和荷屬孟加拉國根據1814年的“英荷條約”恢復了荷蘭統治，但由於1824年英荷條約的規定，他們又回歸英國統治。根據條約的規定，所有轉讓財產和場所將於1825年3月1日進行。因此，到1825年中期，荷蘭人失去了他們在印度的最後一個據點。

## 圖片

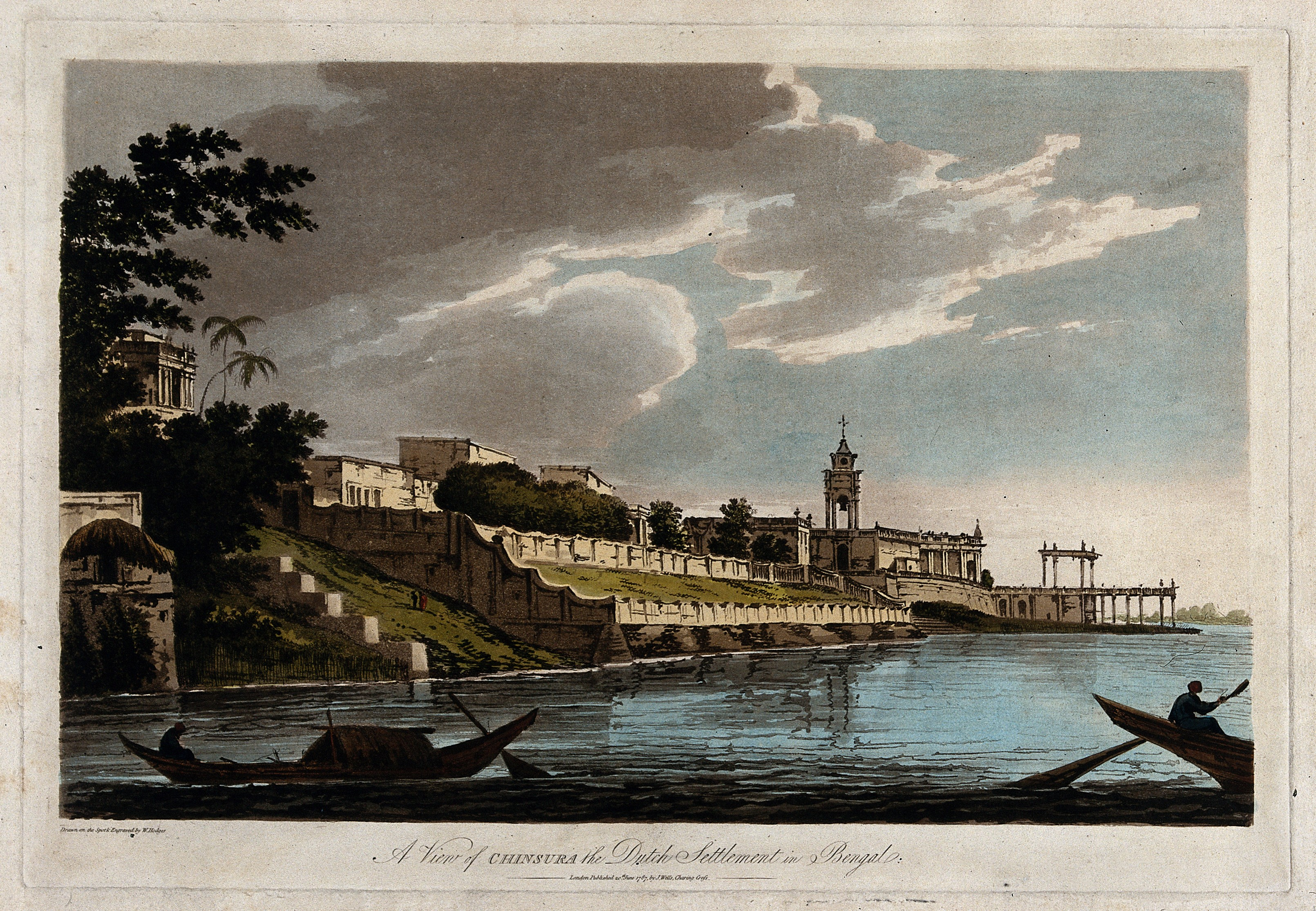
孟加拉的荷蘭定居點 Chinsura 的景色（1787 年）。